# Sexualité de Jésus
Le Nouveau Testament n'évoque à aucun moment la sexualité de Jésus de Nazareth, laissant les religions et les personnes broder et conjecturer sur sa sexualité, mais aussi son statut civil.

## Statut civil

### Célibat
C'est au IIIe siècle que l'idée que le Christ était célibataire a commencé à se répandre. Historiquement les rabbins contemporains de Jésus étaient mariés, cependant, certains mouvements religieux, dont celui des Esséniens, valorisaient le choix du célibat et de l'abstinence sexuelle. Le fait qu'un juif pieux âgé d'une trentaine d'années soit célibataire au Ier siècle palestinien pose en effet problème, alors qu'un mariage était accompli au sortir de l’adolescence, période absente des évangiles. Cependant, Saint Paul, lui-même, était célibataire et affirmait n'avoir jamais cédé à la tentation de la chair.
Dans son livre sur Marie de Magdala, l'historien Thierry Murcia, a consacré un chapitre à la question de savoir si Jésus était marié ou non. Au terme de son analyse, ses conclusions sont les suivantes :
« Tous les éléments directs et indirects dont nous pouvons disposer, tant sur le personnage de Jésus que sur le contexte historique et socioculturel dans lequel il s’inscrit, incitent à penser, comme le veut d’ailleurs également la tradition, que Jésus ne fut non seulement jamais marié, mais qu’il avait, en outre, décidé par choix délibéré de demeurer vierge. Aussi, même si ce n’est pas la seule option envisageable, c’est historiquement celle qui paraît, pour l’heure, la plus vraisemblable. Et c’est aussi, précisément, ce qu’affirment les auteurs les plus anciens qui abordent cette question ».

### Mariage
Dans la tradition musulmane, Jésus (Îsâ) sera marié et aura des enfants lors de son retour sur terre.
Un papyrus qui daterait prétendument du VIIIe siècle, l’« Évangile de la femme de Jésus » indiquerait qu'il aurait été marié mais les experts considèrent aujourd'hui que cet évangile est une forgerie de la fin du XXe-début XXIe siècle.

## Sexualité

### Hétérosexualité
Certains évangiles apocryphes affirment également que Jésus eut des relations avec des femmes. L'Évangile selon Philippe, un texte gnostique et tardif, rapporte qu'il aimait Marie-Madeleine,.

### Homosexualité

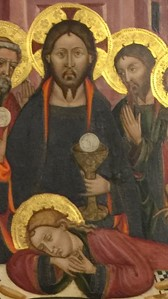
Jésus, tenant le calice pour l'eucharistie, et Jean, endormi sur la table. Détail de la Dernière Cène, dans le panneau central du Retable de l'Eucharistie par Llorenç Saragossà, exposé à l'église de la Nativité de Notre-Dame de Villahermosa del Rio, (XIV).)

Dans les évangiles canoniques, le disciple que Jésus aimait (ho mathētēs hon ēgapā ho Iēsous) est anonyme, mais il est traditionnellement identifié comme Jean de Zébédée, apôtre et réputé auteur d'un évangile, depuis Irénée, évêque de Lyon au IIe siècle. L'existence du disciple est remise en question par les spécialistes, car cette figure du disciple parfait ne serait que le modèle pour tout chrétien. Si l'Évangile selon Jean n'est qu'une œuvre à plusieurs mains, deux versets insistent pour qu'on croie en une existence réelle : ce disciple se penche sur la poitrine de Jésus et demande qui va le trahir ; il est devant la Croix avec Marie de Nazareth, et Jésus fait de chacun la mère et le fils de l'autre ; il va au tombeau vide le matin de Pâques ; et est présent lorsque Jésus se montre post mortem à ses disciples.
L'assertion selon laquelle Jésus et Jean auraient entretenu une relation plus qu'amicale est ancienne : en 1617, le roi d'Écosse et d'Angleterre, Jacques VI et Ier, se défendait franchement et sans honte de son amour pour le duc de Buckingham devant son Conseil privé, qui lui reprochait son favoritisme indécent : « Je, Jacques, ne suis ni un dieu ni un ange, mais un homme comme les autres. Ainsi, j'agis comme un homme et confesse aimer ceux qui me sont chers plus que les autres hommes. Soyez assurés que j'aime le duc de Buckingham plus que n'importe qui, et plus que vous qui êtes assemblés ici. Je souhaite parler en mon nom et ne pas avoir l'impression que c'est un défaut, car Jésus-Christ a fait de même, et donc je ne peux pas être blâmé. Le Christ avait Jean et j'ai George. »
Frédéric le Grand, roi de Prusse, écrivit Le Palladion, un « poëme grave » imprimé pour la première fois en 1749, et dont il ne reste aucun exemplaire original. L'édition de 1788 ne censure que le nom de Jésus, mais celle de 1789 donne le texte sans caviardage. Dans ses vers, le roi vient à traiter de sa jeunesse dans un « collége d'Ignace [sic] », où il dit que des professeurs jésuites le violaient, et « L'un [lui disait] :/ […] Ce bon saint Jean que pensez-vous qu'il fît,/Pour que Jésus le couchât sur son lit ?/Sentez-vous pas qu'il fut son Ganymède ? »
En 1967, Hugh Montefiore, évêque de Birmingham, suggère que le célibat de Jésus n'a rien de religieux car il était insolite dans le monde juif :

« Les hommes restent généralement célibataires pour trois raisons : soit parce qu'ils n'ont pas les moyens de se marier, soit parce qu'il n'y a pas de filles à épouser (aucun de ces facteurs n'a dû dissuader Jésus) ; ou parce qu’il n’est pas opportun pour eux de se marier à la lumière de leur vocation (nous l’avons déjà écarté pendant les « années cachées » de la vie de Jésus) ; ou parce que ces raisons sont de nature homosexuelle, dans la mesure où les femmes n'ont pas d'attrait particulier pour eux. L'explication homosexuelle est une qu'il ne faut pas ignorer. […] Tous les évangiles synoptiques montrent Jésus ayant une proximité forte avec les « étrangers » et les mal-aimés. Publicains et pécheurs, prostituées et criminels font partie de ses connaissances et compagnons. Si Jésus était de nature homosexuelle (et c'est la vraie explication de son célibat), alors cela serait une preuve supplémentaire de l'auto-identification de Dieu avec ceux qui sont inacceptables pour les défenseurs des « castes dirigeantes » et des conventions sociales. »

— H. W. Montefiore, « Jesus, the Revelation of God », in Christ for Us Today: Papers read at the Conference of Modern Churchmen, juillet 1967, p. 109-110.
Ces propos seront méprisés d'après le prêtre anglican Paul Oestricher, dans un article du Guardian en 2012, pour qui la relation particulière entretenue entre Jésus et Jean laisse à penser que le premier était « peut-être bien homosexuel », et que cette thèse est beaucoup plus fondée que celle de la relation amoureuse entre Jésus et Marie-Madeleine. Pour Robert A. J. Gagnon, ancien professeur de Nouveau Testament à Pittsbourg et connu pour ses positions anti-LGBT, cette lecture vient « souligner le désespoir de certains de trouver quelque chose, n'importe quoi, vaguement proche des Écritures pour soutenir un agenda homosexuel » : aucun passage ne sous-entend une activité érotique ou sexuelle entre eux, agapao et phileo n'ont aucune connotation sexuelle, contrairement à eros, et les juifs condamnaient les relations homosexuelles. D'un autre côté, eros n'est jamais utilisé dans la Septante, et agape peut très bien y signifier l'amour amical, amoureux, comme dans le Cantique des Cantiques, mais aussi de l'argent ou du conflit, ce qui a amené Theodore Jennings, théologien, à voir une relation homosexuelle entre les deux personnages bibliques.